# Beatriz Carneiro
Beatriz Borges Carneiro (Maringá, 7 de maio de 1998) é uma nadadora paralímpica brasileira. Compete na categoria para atletas com deficiência intelectual. É irmã gêmea da também nadadora Débora Carneiro.

## Biografia
Beatriz foi diagnosticada com deficiência intelectual aos 6 anos e pratica natação desde os 12 anos, inicialmente como um hobby. Em 2012 começou a treinar na Vila Olímpica de Maringá e, no mesmo ano, passou a ser atleta da Federação de Desportos Aquáticos do Paraná e da Confederação Brasileira de Desportos Aquáticos. Passou a integrar a Associação Brasileira de Desporto para Deficiência Intelectual no ano seguinte. Em 2013, Beatriz e a irmão passaram a fazer parte da União Metropolitana Paradesportiva de Maringá (UMPM) e, posteriormente, também compuseram a Associação de Pais e Atletas da Natação (APAN). Em 2014, começaram a fazer parte do Circuito Nacional da modalidade.
No ano de 2016 disputou os Jogos Paralímpicos do Rio de Janeiro. Ficou em quinto lugar nos 100 metros peito na categoria SB14.
Disputou em 2017 o Campeonato Mundial de Natação Paralímpica, na Cidade do México. Conquistou a medalha de prata nos 100 metros peito SB14.
Beatriz também disputou os Jogos Parapan-Americanos de Lima, no Peru, em 2019. Foi medalha de prata nos 100 metros peito, tendo ficado atrás apenas da irmã, Débora. Nos 200 metros medley, Beatriz venceu a disputa e ficou à frente da irmã, que levou a prata. Ela ainda foi bronze nos 200 metros livre.
No Campeonato Mundial de Natação Paralímpica de 2019, em Londres, Beatriz terminou em sexto lugar nos 100 metros peito.
Beatriz competiu nos Jogos Paralímpicos de Verão de 2020, realizados em 2021, em Tóquio. Conquistou a medalha de bronze nos 100 metros peito SB14.
Após ter ficado de fora da edição de 2022 do Campeonato Mundial, voltou à disputa em 2023, em Manchester, onde foi medalha de prata nos 100 metros peito, ficando atrás apenas da irmã. Também levou medalhas de bronze nos revezamentos 4x100 livre e medley.

## Títulos
Campeonato Mundial de Natação Paralímpica
- Prata: 100m peito (Cidade do México, 2017)[3]
- Prata: 100m peito (Manchester, 2023)[3]
- Bronze: revezamento 4x100 livre (Manchester, 2023)[3]
- Bronze: revezamento 4x100 medley (Manchester, 2023)[3]

Jogos Parapan-Americanos
- Ouro: 200m medley (Lima, 2019)[3]
- Prata: 100m peito (Lima, 2019)[3]
- Bronze: 200m livre (Lima, 2019)[3]

Jogos Paralímpicos
- Bronze: 100m peito SB14 (Tóquio, 2020)[3]